# Bosques de coníferas de las montañas Jangái
La ecorregión de los bosques de coníferas de las montañas Jangái (WWF ID: PA0512) cubre la vertiente norte de las montañas Jangái en el centro de Mongolia. La taiga montañosa alberga poblaciones de alces, ciervos, jabalíes, lobos y osos pardos. La diversidad de plantas y animales se ha beneficiado del relativo aislamiento y la baja población humana de la zona.

## Localización
La ecorregión es pequeña, apenas cubre 100 km de oeste a este y 25 km de sur a norte. Cubre las crestas y valles del norte de la cordillera Tarbagatai de las montañas Jangái, a elevaciones de 2000 a 2600 metros. Los valles de los arroyos drenan las laderas hacia el norte hacia el río Ider, que corre por debajo del borde norte de la ecorregión. Las laderas más septentrionales del parque nacional Tarvagatai Nuruu de Mongolia se encuentran dentro de la ecorregión.

## Clima
El clima característico de la ecorregión es clima semiárido frío (clasificación climática de Köppen (BSk)). Este clima es característico de los climas esteparios intermedios entre los climas húmedos del desierto, y normalmente las precipitaciones están por encima de la evapotranspiración. Al menos un mes promedia temperaturas de menos de 0 °C (32,0 °F). La precipitación media en la región es de 76 a 158 mm/año.

## Flora y fauna
La ecorregión es una delgada franja de taiga; las laderas sobre el fondo de los valles generalmente están cubiertas de bosques formados por alerce siberiano (Larix sibirica) y pino siberiano (Pinus sibirica). Los grandes mamíferos que habitan la ecorregión incluyen el ciervo (Cervus elaphus), el corzo siberiano (Capreolus pygargus) y el jabalí (Sus scrofa). Una parte de la ecorregión ahora está protegida por el parque nacional Tarvagatai Nuruu.